# 推力
推力（すいりょく、スラスト、英: thrust）とは、
1. 建築でアーチの支点を外側に押し広げようとする水平方向の力。
2. 機械などで軸方向に働く力
3. 移動する物体（走行物体や飛行物体 等々）を進行方向に推し進める力のこと[1]。「推進力」とも。

本項では3について記述する。

## 概説
さまざまな説明のしかたがある。ひとつには「抗力と慣性力の和に相当する」とされる。
自動車や粘着式鉄道などの車両の場合は、タイヤと路面、あるいは車輪と軌条の間の摩擦力を利用して得る。
それ以外の航空機・宇宙機では、推進装置によって流体を後方へ加速することで、その反作用を利用し発生する（一般に、後方へ向けて、前進速度以上に加速する）。力の発生機構と伝達という点に着目すると、プロペラ機の場合は、原動機で発生させた力を軸経由でプロペラへ伝えることで推力を発生させており、ジェットエンジンやロケットエンジンの場合はそれ自体が直接的に推力を発生させている。

## 航空機

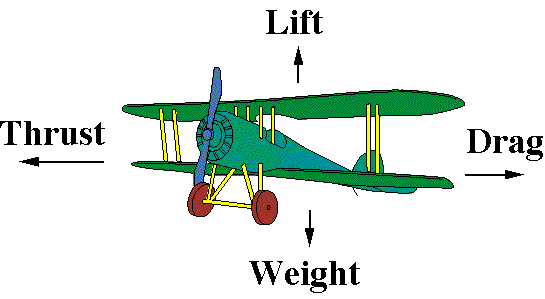
飛行時に機体に働く力。Weight 重力、Lift 揚力、Thrust 推進力、 Drag 抗力

固定翼機は、プロペラを回転させて空気を動かすか、ジェットエンジン（やロケットエンジン）からの排気ガスを飛行方向とは逆向きに噴射することで、前方推力を生み出す。この前方推力は、「空気の質量」に「気流の平均速度」を乗じたものに比例する。可変ピッチプロペラのブレードを逆ピッチにしたり、ジェットエンジンを逆噴射させたりすることで逆推力を起こし、着陸後のブレーキの効きをよくすることができる。回転翼機や推力偏向のV/STOL機では、エンジンの推力で機体の重量を支え、その推力の一部を前後に向けて前進速度を制御する。
ロケットの質量は、燃焼室からロケットエンジンのノズルを通って加速された排気質量の運動量が変化する時間率と大きさが等しく逆向きの推進力で前方に進む。これは、ロケットに対する排気速度 × 質量が放出された時の時間率 であり、数学的に表すと：
{\displaystyle T=v{\frac {dm}{dt}}}
ここで：
- T = 生み出された推力（力）
- {\displaystyle {\frac {dm}{dt}}=} 時間に対する質量の変化率（燃料の燃焼率）
- v = 排気速度

である。
もちろん、「ゆっくり打ち上げる」のは非常に効率が悪いため、打ち上げ時の推力はその重量に充分な余裕を加えたものより大きくなければならない。
スペースシャトルでは、推力1.8MNのメインエンジンが3つ、推力14.7MNの固体ロケットブースタが2つ、合計した推力は34.8MNである。打ち上げ時の質量2,040,000kgは20MNの重量に相当する。
また、セルフレスキュー用推進装置 (SAFER) には、それぞれ3.56Nのスラスタが24個設けられている。
空気吸入の分野では、無線操縦機用のジェットエンジン AMT-USA AT-180 の推力は 90N (20Lbf) ある。ボーイング777-300ER に搭載されているエンジン GE90-115B は、「世界最強の商業用ジェットエンジン」としてギネス・ワールド・レコーズに認定されていて、試験出力は 569kN (127,900Lbf) である。

## 水中動物の推力
動物学者によると、水中を移動する動物が推進力を得る方法は2種類あるという

。
1つめはジェット噴射推進に相当するもので、後方の水を急激に押し、その反動で前進する方法 。その典型はイカやタコの急発進で、足を膨らませたマント状にして水をいっぱい取り込んでおいて、その水を一気にしぼり出し、その反動で前進する。
2つめの方法は体幹の後部を屈曲・伸展させることで斜め後方の水を蹴る方法。これは別の言い方をすると、身体のいっぽうの側面あたりの水に自身の身体の側面を衝突させ、衝突させた側の水圧を高く、反対側の水圧を低くすることによってそれらの水圧差を抗力として用い、身体の身長方向の力の分力によって前進する、という方法だということになる。典型的なのは魚の腹から尾びれまでの左右の動き、あるいは魚の背びれの（うねうねした）動き、また人間や他の動物の泳ぎ方である。クジラやイルカは尾びれを上下にあおって推進力を生み出す。

## プロペラ船

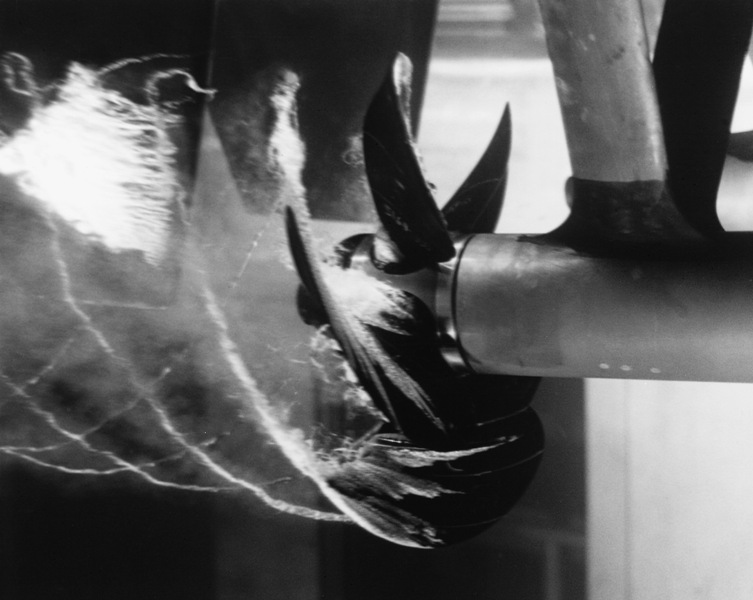
水中で回転し推力を生んでいるプロペラ。キャビテーションが生じると推力が減少してしまう。

様々な艦船で多様な推進装置が用いられているが、代表的なものにスクリュープロペラ（プロペラ）を用いるプロペラ船がある。これは、プロペラを回転させ、水を後方に加速して（蹴って）推力を得る方式である。

原動機で発生させた力をシャフトでプロペラに伝え、プロペラが水を後方に押しその反作用を推力とする。原動機の発生させた力が全て推力になるわけではなく、プロペラが生じさせる水流はらせん状の渦でねじれが生じており、推力になるのは原動機の発生させた力の一部である。

## 帆船

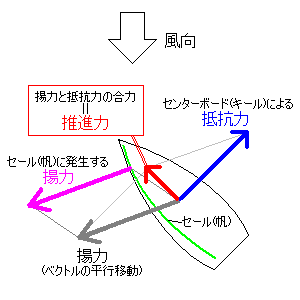
ヨットにはたらく力の分析

帆船の場合はいささか複雑である。帆船などでは風の力を推力の源とする。ただし風の力と言っても、真の風に、船の進行によって逆向きに生じる進行風が合成され《みかけの風》が発生する。その《みかけの風》をセイルが受け、その結果セイルは迎え角に応じて斜め方向の力を発生させ、その力を帆柱などに伝え船体が受ける。その力は進行方向からずれた斜め方向になっているが、その力のうち船体の横方向の成分は船体側面やキール（竜骨）が水から受ける抗力によって差し引き減少させ、船体の縦方向の成分を推力として前方へ進む。